# Oenothera platanorum
Oenothera platanorum är en dunörtsväxtart som beskrevs av John Earle Raven och Parnell. Oenothera platanorum ingår i släktet nattljussläktet, och familjen dunörtsväxter. Inga underarter finns listade i Catalogue of Life.